# Peter Joseph

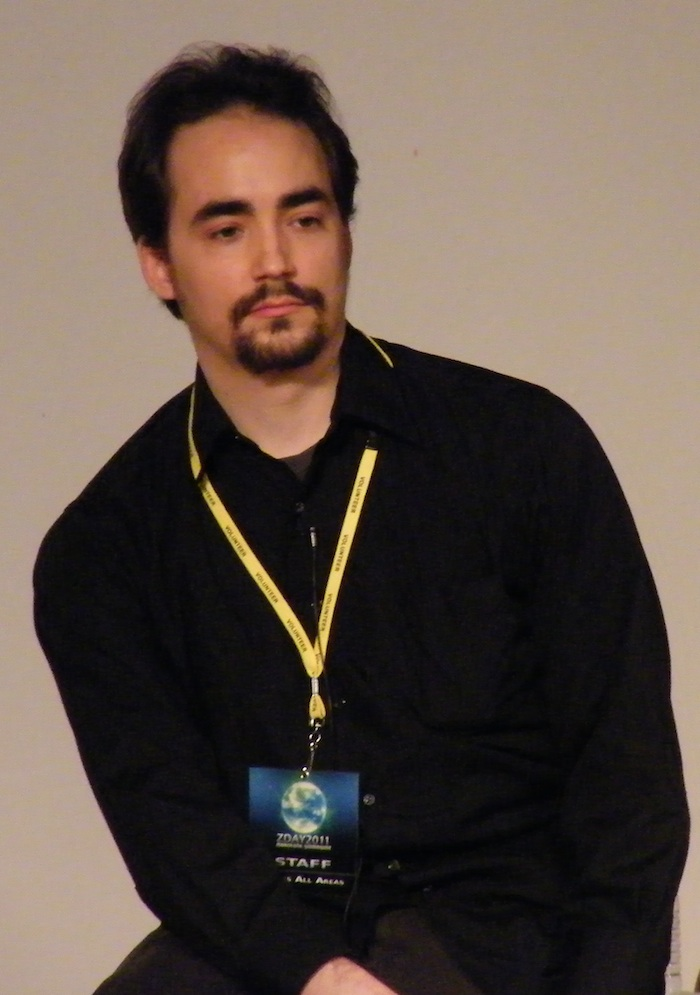
Peter Joseph

Peter Joseph (schuilnaam; geboren in Winston-Salem, North Carolina, Verenigde Staten, 1979), is een Amerikaanse onafhankelijk filmmaker en activist. Voorheen werkte hij in de reclamesector en als beurshandelaar. 
Joseph is vooral bekend van zijn drieluik Zeitgeist, een reeks documentaires die de rol van religie, bancaire sector en 11 september 2001 in het moderne, monetaire (schulden-)systeem analyseerde en bekritiseerde. 
Het drieluik is gratis te bekijken op YouTube, waar ze al in de eerste paar jaar na uitkomst een miljoenenpubliek trokken.
Gedurende korte tijd was Joseph gelieerd aan het utopische project van Jacque Fresco, The Venus Project.  
Joseph richtte een beweging op die The Zeitgeist Movement heet, naar zijn filmserie, en die naar zijn zeggen een miljoen leden heeft.
Hij is ook musicus en componist. 

## Documentaires
- Zeitgeist: The Movie
- Zeitgeist: Addendum
- Zeitgeist: Moving Forward

## Publicatie
- The New Human Rights Movement (2017)